# Televisa San Ángel

Televisa San Ángel (est à l'origine un laboratoire d'études de San Ángel SA de CV) pour les films et la télévision du Groupe Televisa, situé à Mexico. Ils abritent le Centre d'éducation artistique (CEA) et la société de production et de distribution de films Videocine (anciennement Televicine). Dans ses installations, se trouve également le centre de post-production de la société. Cependant, ils sont mieux connus sous le nom de studios de cinéma et de télévision, étant le plus ancien du Mexique. Dans les années 1950, San Ángel était l’un des quatre principaux studios de cinéma auÉtudes Churubusco (Churubusco-Azteca, à partir de 1950), Estudios América et Estudios Tepeyac.

## Histoire
Estudios Churubusco-Azteca et Televisa San Ángel sont les seuls studios de cinéma à avoir survécu au Mexique après le vieil âge d'or de la cinématographie industrielle. Les studios San Ángel ont été construits par Jorge Stahl en tant que studios de cinéma et, dans les années 1970, ont été vendus à la famille Azcárraga, dont elle est toujours propriétaire par le biais des réseaux Televisa. Ironiquement, c’est le grand-père de ses propriétaires actuels qui a construit les studios Churubusco en 1945. Le plus ancien film mexicain accrédité qui a été tourné dans les studios de San Ángel est Mi campeón , avec Joaquín Pardavé , créée en 1952 . Au moins 60 films ont été produits dans les studios jusqu'en 1969. En 1968, une nouvelle chaîne de télévision indépendante du Mexique (TIM) a été lancée à partir des studios de San Angel.  La propriété des studios appartient à la famille Azcárraga lorsque TIM et Telesistema Mexicano fusionnent en 1973 pour créer ce qui est maintenant Televisa. Dans le cadre de l'opération Televisa, le studio est devenu une institution de premier plan dans la production au Mexique. En 1979, Televicine (maintenant Videocine) a été créée dans ses installations, ainsi que le Centre d'Education Artistique (CEA).
Le premier générateur de caractères électroniques au Mexique a été installé à Televisa San Ángel en 1980; Il serait remplacé en 1987 par une machine à chyron . Lorsque le séisme de 1985 a détruit une partie des studios de Televisa Chapultepec, deux programmes diffusés à partir de là, En familia con Chabelo et Siempre en Domingo, ont été définitivement transférés à Televisa San Ángel. De nombreux travailleurs qui avaient travaillé à Televisa Chapultepec jusqu'au tremblement de terre travaillent actuellement à Televisa San Ángel.

## Études
Televisa San Ángel est divisé en 16 studios numériques appelés "forums". Depuis 2010, ils conviennent tous à la haute définition (HD). Chaque studio mesure 900 mètres carrés (9 687 pieds carrés). Le centre de post-production est l’un des plus avancés au monde avec la technologie numérique et HD et dispose de 10 salles de montage. Les microphones utilisés dans les séries télévisées et les feuilletons sont lavalier , portables et casques, la plupart d’entre eux sans fil. Televisa San Ángel enregistre en moyenne 15 séries de telenovelas et de séries télévisées et certains films sont produits à San Ángel chaque année. Televisa San Ángel contient également cinq studios d’enregistrement audio et troissuites de mixage.
Televisa San Ángel n'a pas "Ciudad Escenográfica" ou "Ciudad de la Televisión" comme elle a Rede Globo et RecordTV au Brésil, en raison du peu d'espace disponible dans leurs installations. Les producteurs ont également déclaré qu'il était préférable d'enregistrer dans des lieux montrant la beauté de Mexico et d'autres États pour donner une meilleure image aux feuilletons. Dans la plupart des feuilletons, Televisa loue des séjours, des manoirs et des maisons pour réaliser des scènes extérieures. L'intérieur des lieux est construit de la même manière ou de manière différente dans les studios San Ángel.
Trente producteurs qui travaillent chez Televisa depuis de nombreuses années ont des bureaux à San Ángel, parmi lesquels : André Barren Díaz, Pedro Damián, Guillermo del Bosque, Luis de Llano Macedo, Carla Estrada, Emilio Larrosa, Chabelo, Rosy Ocampo, Jorge Ortiz de Pinedo, Juan Osorio, Angelli Nesma, Nicandro Díaz Gonzalez, Salvador Mejia Alejandre, Carmen Amendariz, Enrique Segoviano, Giselle Gonzalez, Roberto Gómez Fernández, Eduardo Meza, entre autres.
Plaza Televisa se trouve à l'entrée de San Ángel. Elle est dédiée aux producteurs, réalisateurs, acteurs et autres personnes ayant travaillé sur Televisa pendant 30 ans au moins, en tout ou en partie. Les plaques de la Plaza Televisa rendent hommage à beaucoup de ces personnes. La plupart des employés honorés sont célèbres, y compris de nombreux acteurs, ainsi que certains des producteurs susmentionnés.

## Films tournés à San Ángel (certains d'entre eux)
- Se los chupó la bruja (1958), protagoniste Chip and Capulina .
- A sablazo limpio (1958), protagoniste Chip et Capulina .
- La Valentina (1966), protagoniste María Félix et Lalo González "Piporro".